# تشارلي كوفي
تشارلي كوفي (بالإنجليزية: Charlie Coffey)‏ هو مدرب رياضي أمريكي، ولد في 28 يونيو 1934 في شيلبيفيل في الولايات المتحدة، وتوفي بنفس المكان في 24 أغسطس 2015.